# 新北市立福和國民中學

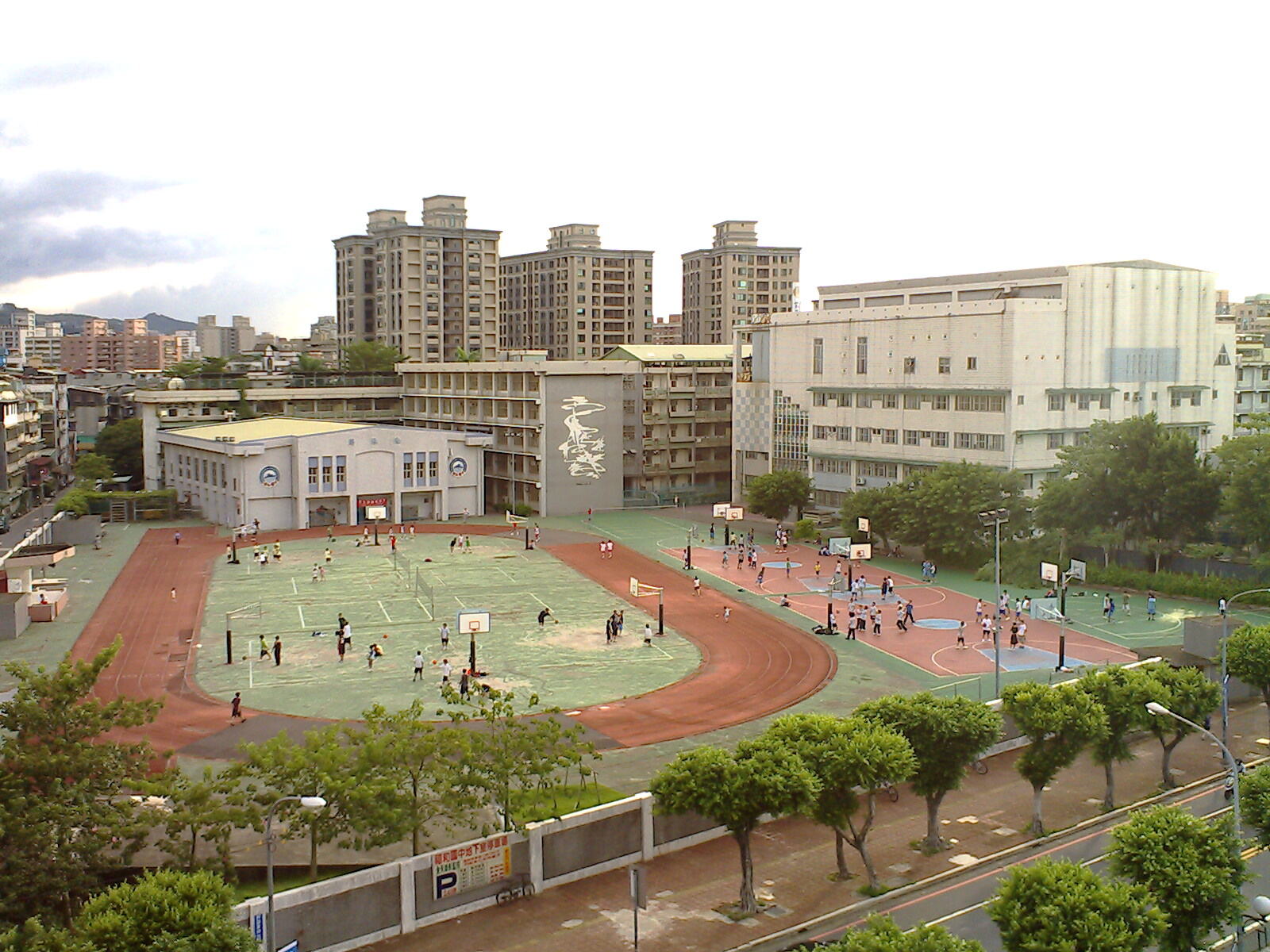
福和國中操場

新北市立福和國民中學，簡稱福和國中、福中，是一所位於新北市永和區的國民中學。福和國中成立於1979年，當時因永和市（現新北市永和區）原有永和國中人數趨近飽和而成立，因此其學區和永和國中重疊，但只招收學區內的女生（永和國中只招收男生），而為台北縣（現新北市）著名的女校之一，一直到1993年才恢復為招收男女生，改為用身份證字號最後一碼決定就讀學校。

## 歷任校長
| 任別 | 姓名   | 任職時間                   |
| ---- | ------ | -------------------------- |
| 1    | 潘貽燕 | 1980年8月23日              |
| 2    | 蕭增塘 | 1991年                     |
| 3    | 林國雄 | 1995年                     |
| 4    | 陳瓊   | 2000年8月1日-2007年7月31日 |
| 5    | 石安樂 | 2007年8月1日-2012年7月31日 |
| 6    | 曾慧媚 | 2012年8月1日-2016年7月31日 |
| 7    | 范筱蓉 | 2016年8月1日-2023年7月31日 |
| 8    | 陳君武 | 2023年8月1日迄今。         |

## 社團
- 數理資優班
- 語文資優班
- 管樂團
- 國樂團
- 國術社
- 桌球隊
- 熱舞社
- 籃球隊（限男生）
- 游泳隊（限女生）
- 童軍團
- 管弦樂團
- 合唱團
- 客語廣播社
- 西洋書法社
- 造型氣球社
- 象棋社
- 創新創業提案社
- 科學遊戲社
- 寫作與表達社
- 服務學習社
- 中國結社
- 吉他社
- 英文桌遊社
- 日語社
- 戲劇社
- 視覺藝術社（美術班）

## 校友
- 夏于喬
- 卓文萱
- 是元介
- 李宣榕
- 賴雅妍
- 陳予新
- 蔡燦得
- 紀文蕙
- 王心恬
- 楊子儀
- 喬紫喬
- 葉芷娟

## 外部連結
- 新北市立福和國民中學官方網站 （页面存档备份，存于）